# Hilario Amarilla
Hilario Amarilla (Pilar, c. 1841-Asunción, 20 de septiembre de 1887) fue un militar, político, juez y periodista paraguayo que combatió en la Guerra de la Triple Alianza, donde tuvo destacada participación como artillero en varias batallas utilizando cohetes congreve, por lo que fue apodado como "el cohetero de la muerte". En la posguerra ocupó distintos cargos políticos en la ciudad de Asunción, ayudando grandemente con la reconstrucción del país.

## Primeros años
Se estima que Hilario nació en el año 1841 en Pilar, Departamento de Ñeembucú donde pasó sus primeros años de vida. El nombre de su padre se desconoce, su madre fue María del Rosario Amarilla, una mujer también oriunda de Pilar.

## Inicio de su carrera militar
En 1857, aproximadamente a los 16 años hizo su servicio militar en la guarnición militar de Pilar y luego en Humaitá, adquiriendo experiencia y subiendo poco a poco de rango hasta llegar al grado de sargento mayor (equivalente actual a mayor).

## Guerra de la Triple Alianza
En noviembre de 1864 Paraguay le declara la guerra a Brasil y en marzo de 1865 le declara la guerra a Argentina, iniciando así la Guerra de la Triple Alianza, entre Paraguay contra la alianza de Brasil, Argentina y Uruguay.

### Campaña de Humaitá
Dentro de ese contexto, Hilario fue movilizado junto con otros oficiales y soldados paraguayos, apareciendo por primera vez en enero de 1866 durante la campaña de Humaitá, como uno de los oficiales del Regimiento N.º 1 de Artillería.
El 31 de enero de 1866 participó de la Batalla de Corrales, donde utilizó sus cohetes congreve, sembrando el pánico y causando numerosas bajas en el ejército argentino, por lo que se ganó el apodo de "El Cohetero" y recibió la Medalla de Corrales.
El 2 de mayo de 1866 tuvo una destacada actuación en la Batalla de Estero Bellaco, donde a pesar de ser herido logró tomar algunos cañones enemigos.
El 10 y 11 de julio de 1866 combatió en la batalla de Yataytí Corá y luego del 16 al 18 de julio en la Batalla de Boquerón del Sauce.
La última vez que utilizó sus cohetes congreve fue el 22 de septiembre de 1866 en la batalla de Curupaytí, probablemente por agotar sus municiones, ya que no las volvió a utilizar posteriormente.

### Campaña de Pikisyry
En diciembre de 1868 combatió en la Batalla de Itá Ybaté, tras la cual fue evacuado malherido a un hospital en el Campamento Cerro León de Pirayú, donde perdió la mitad de su pierna derecha, la cual tuvo que ser amputada, presumiblemente por diabetes, aunque otros afirman que fue por las heridas en combate.

### Campaña de las Cordilleras
Increíblemente poco tiempo después se recuperó y el 12 de agosto de 1869 sin una pierna y montado a caballo dirigió la artillería en la cruenta Batalla de Piribebuy, tras la cual fue hecho prisionero, aunque algunos testimonios afirman que llegó hasta el Combate de Cerro Corá de 1870, sea como fuere, fue trasladado como prisionero de guerra al Brasil, donde estuvo unos meses, hasta que en 1871 regresó de vuelta al Paraguay.

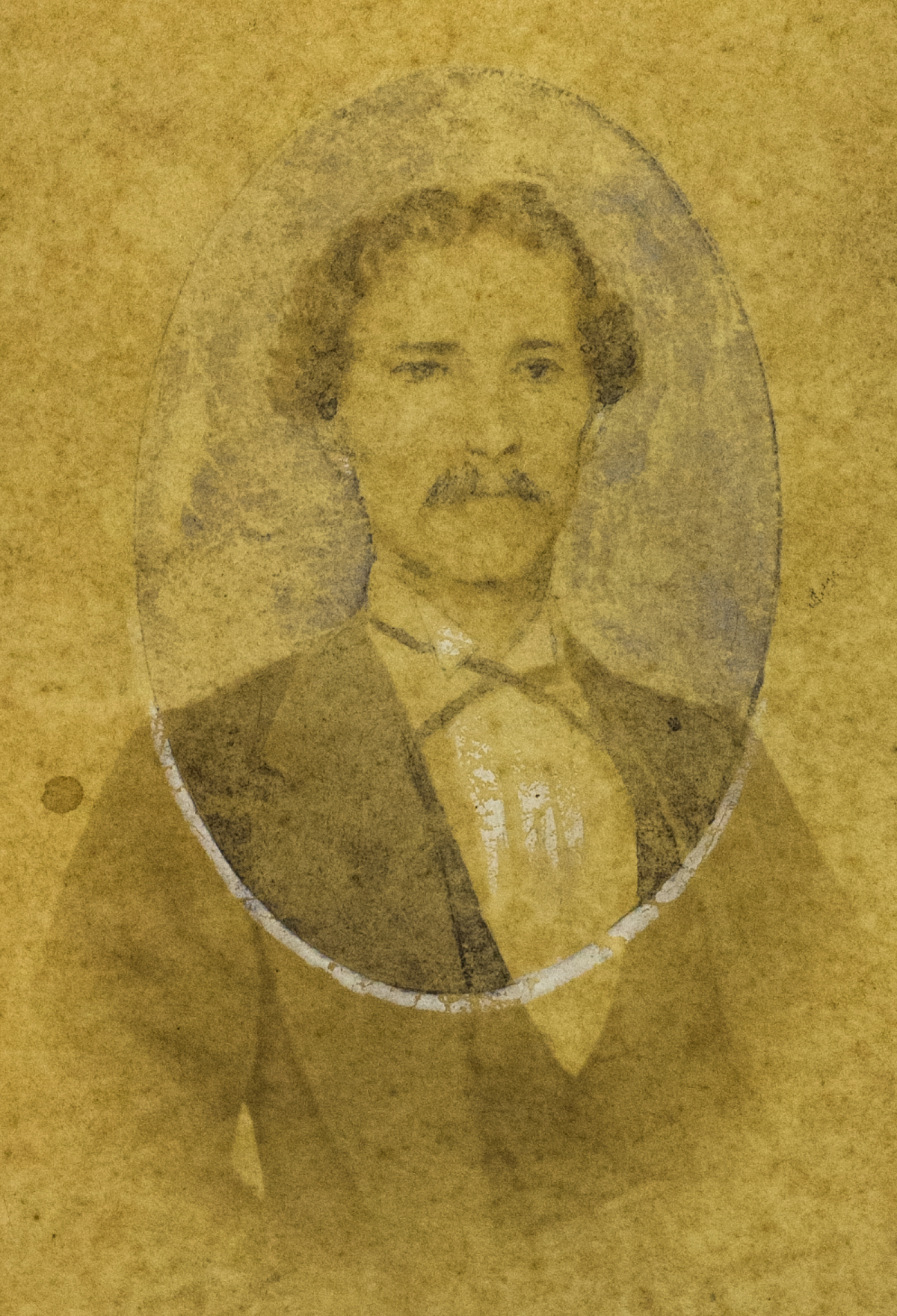
Retrato de Hilario Amarilla durante la posguerra.

## Posguerra
El 10 de diciembre de 1873 se casó con una mujer de Asunción llamada María Cesárea del Carmen Navero, con quien tuvo un solo hijo en 1874: José Eduardo Amarilla Navero, quien luego tuvo numerosa descendencia.
Posteriormente se desempeñó en distintos cargos políticos como escribano, diputado, juez, presidente del tribunal de jurados y senador en la ciudad de Asunción. También llegó a ser miembro del Superior Tribunal de Justicia y en todos sus cargos demostró una gran capacidad intelectual y moral.
En el año 1881, junto con Ignacio Ibarra fundó el periódico paraguayo “La Democracia”, el cual estuvo activo hasta el año 1904 y fue el medio de prensa paraguayo más importante de su época.
Se sabe que Hilario era un ferviente creyente católico, por lo que tuvo algunas enemistades y roces políticos con otros paraguayos que eran miembros de la masonería, ya que en ese tiempo había una especie de conflicto por el poder y la influencia política entre católicos y masones.

## Últimos años y muerte
Falleció el 20 de septiembre de 1887 a consecuencia de las secuelas por sus heridas recibidas en combate. Sus restos descansan actualmente en el Cementerio de la Recoleta de Asunción donde una placa en su panteón reza las palabras: "Sirvió a la Patria".
El periódico La Democracia que Hilario ayudó a fundar le dedicó las siguientes palabras al día siguiente de su muerte:

"Pero nos olvidamos de sus heridas, de sus gloriosas heridas que eran en él un orgullo para sus amigos y compatriotas. Esas heridas las recibió en muchos combates, desde Paso Pucu hasta Piribebuy. Las cicatrices del pecho son recuerdos del Sauce; las de la pierna derecha, que nunca cicatrizaron, de Lomas Valentinas el 28 de diciembre del 68 a los siete días de incesante fuego, y las de los dos brazos y los dedos, de Piribebuy.
Joven lleno de ardor y valiente, Amarilla supo inscribir su nombre en las páginas brillantes de nuestra historia de la guerra, con esos actos heroicos en que siempre descollaba en las filas del ejército"
- Periódico La Democracia (21 de septiembre de 1887)

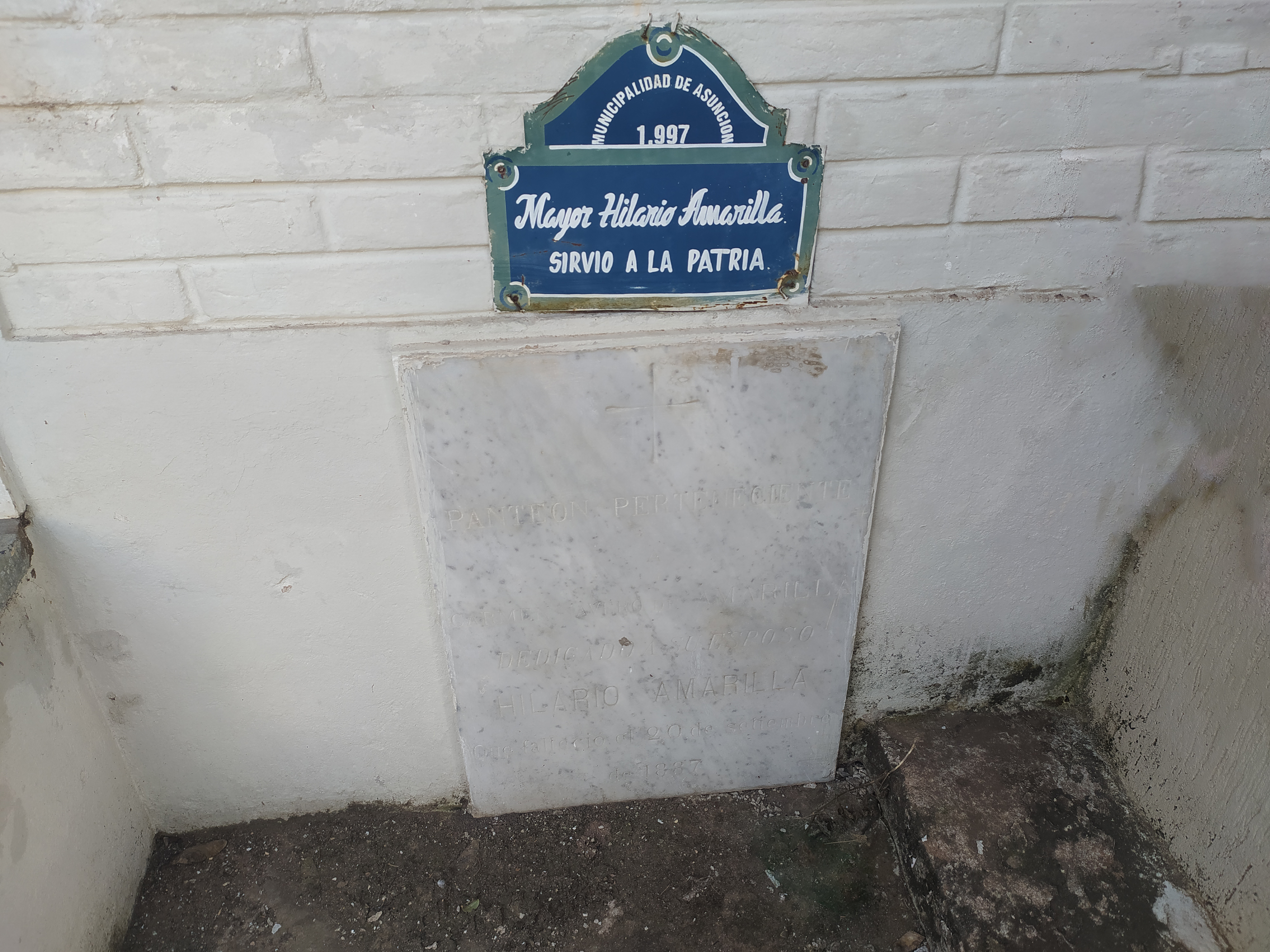
Panteón del Mayor Hilario Amarilla en el Cementerio de la Recoleta.

## Homenajes
En su honor fue nombrada la pequeña localidad de Mayor Hilario Amarilla (Cruce 65), ubicada en el km 65 de la ruta PY15 "Bioceánica", en el cruce con la ruta D095 que va a Bahía Negra, en el Departamento de Alto Paraguay.
Una pequeña calle del barrio San Vicente de Asunción también lleva su nombre en su honor.
Un busto fue colocado en su honor en la Plaza de los Héroes de Piribebuy en el año 2022.

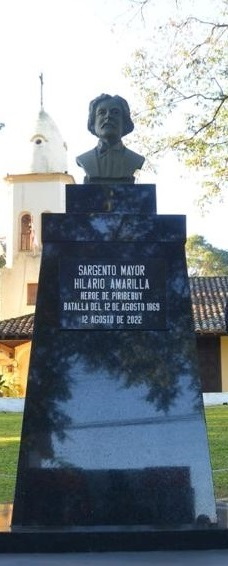
Monumento en honor al Mayor Hilario Amarilla en Piribebuy.

Algunos historiadores paraguayos consideran que el mayor Hilario Amarilla es un candidato digno de ser trasladado al Panteón Nacional de los Héroes.